# Hemimastigophora
Hemimastigophora (лат.) — группа гетеротрофных одноклеточных свободноживущих эукариотических организмов, выделенная в 1988 году.

## История изучения
В 1988 году группа австрийских биологов обнаружила многожгутиковое одноклеточное в образцах почв, собранных в Австралии и на острове Пасхи (Чили). Авторы описали его как Hemimastix amphikineta Foissner W., Blatterer & Foissner I., 1988 и отнесли к семейству Spironemidae Doflein, 1916. Новоописанный вид имел сходные признаки с эвгленовыми (строение покровов и ядра) и инфузориями, но по другим признакам отличался и от тех, и от других, потому семейство было выделено в отдельный тип Hemimastigophora с единственными классом Hemimastigea Foissner W., Blatterer & Foissner I., 1988 и отрядом Hemimastigida Foissner W., Blatterer & Foissner I., 1988. После изучения ульраструктуры клеток Hemimastix, Spironema и Stereonema, последний род также был отнесён к семейству Spironemidae. Долгое время филогенетические связи Hemimastigophora были неизвестны, их сближали с эвгленовыми, или с апузомонадами. В 2018 году в журнале Nature вышла статья, в которой описывался новый вид из образцов почвы из Новой Шотландии (Канада), Hemimastix kukwesjijk Eglit & Simpson, 2018, сообщалось о находке нового вида Spironema, формальное описание которого не приводилось, а также проводился анализ транскриптомов обнаруженных протистов. По результату филогенетического анализа авторы подтвердили монофилетичность группы Hemimastigophora и установили её близость к кладе Diaphoretickes, по отношению к которой она является либо сестринской группой, либо одной из включённых в неё клад. Таким образом, они установили, что Hemimastigophora являются древней эволюционной линией уровнем выше царства.

## Описание
Клетки веретеновидной или овальной формы, уплощённые, с двумя рядами жгутиков (кинетами) различной длины. Апикальная часть клетки часто имеет перетяжку и называется капитулум. Задний конец у некоторых представителей с хвостовым выростом. Плазмалемма покрыта слабо выраженным слоем гликокаликса. С внутренней стороны бо́льшую часть поверхности плазматической мембраны подстилает плотная эпиплазма, состоящая из двух слоёв: наружный слой тонкий и осмофильный, а внутренний — тонкий и рыхлый. Разрывы в эпиплазме имеются лишь в боковых бороздках с одной стороны от основания жгутиков. Под эпиплазмой лежат микротрубочки, ориентированные вдоль клетки. Под покровами вдоль кинет и в капитулуме расположены экструсомы сложного строения, напоминающие трихоцисты инфузорий. Они имеют крупный размер (длина 4 мкм, ширина 0,23 мкм) и видны в световой микроскоп.
Кинеты состоят из 4—15 жгутиков, которые лежат в бороздках, хорошо выраженных только у представителей рода Hemimastix. Каждый жгутик имеет короткую кинетосому, проксимальный конец которой окружён аморфным материалом. От него кзади отходят два латеральных корешка из микротрубочек. Один корешок короткий, а другой длинный, достигает другой кинетосомы и перекрывается с её коротким корешком. От основания кинетосомы также отходят 9 переходных фибрилл, которые образуют корзинку. В переходной зоне жгутика поперечная пластинка без аксосомы, вогнута в сторону кинетосомы, располагаясь чуть выше поверхности клетки. Аксонема без параксиальных структур, имеет обычный набор микротрубочек. Мастигонемы отсутствуют.
Ядро крупное, одиночное, пузырьковидное с хорошо выраженным ядрышком. У Paramastix оно расположено в передней части клетки, а у остальных представителей — в задней. Митохондрии с трубчатыми или мешковидными кристами. Цистерны гранулярного эндоплазматического ретикулума лежат как внутри клетки, так и под эпиплазмой. На заднем конце клетки имеется сократительная вакуоль.

## Питание
Питаются бактериями и жгутиконосцами. Специализированные ротовые структуры для Hemimastigophora неизвестны, потому предполагают, что они поглощают пищу фагоцитозом в жгутиковой борозде капитулума. Последовательность захвата пищи изучалась на фиксированных препаратах Paramastix, у которого капитулум может вытягиваться, присасываясь к жертве, а затем вворачиваться внутрь, формируя фагосому.

## Размножение
Для представителей группы известно только бесполое размножение продольным делением клетки. При делении сначала удваиваются кинеты, после чего начинается митоз закрытого типа с сохранением ядрышка на всех стадиях. Затем на переднем конце клетки формируется борозда деления, которая постепенно достигает заднего конца. При этом на поздних стадиях деления дочерние особи развёрнуты передними концами в противоположные стороны.

## Систематика
С. А. Карпов (ЗИН РАН) в 2011 году приводил следующий вариант классификации Hemimastigophora:
- Тип Hemimastigophora Foissner W., Blatterer & Foissner I., 1988
  - Класс Hemimastigea Foissner W., Blatterer & Foissner I., 1988
    - Отряд Hemimastigida Foissner W., Blatterer & Foissner I., 1988
      - Семейство Spironemidae Doflein, 1916
        - Род Spironema Klebs, 1893
          - Вид Spironema multiciliatum Klebs, 1893typus
          - Вид Spironema terricola Foissner & Foissner, 1993
          - Вид Spironema goodeyi Foissner & Foissner, 1993

        - Род Stereonema Foissner & Foissner, 1993
          - Вид Stereonema geiseri Foissner & Foissner, 1993

        - Род Hemimastix Foissner W., Blatterer & Foissner I., 1988
          - Вид Hemimastix amphikineta Foissner W., Blatterer & Foissner I., 1988

      - Семейство Paramastigidae Karpov, 2011
        - Род Paramastix Skuja, 1948
          - Вид Paramastix conifera Skuja, 1948

Кроме того, в 2018 году был описан ещё один вид рода Hemimastix — Hemimastix kukwesjijk Eglit & Simpson, 2018.